# Diocesi di Priene

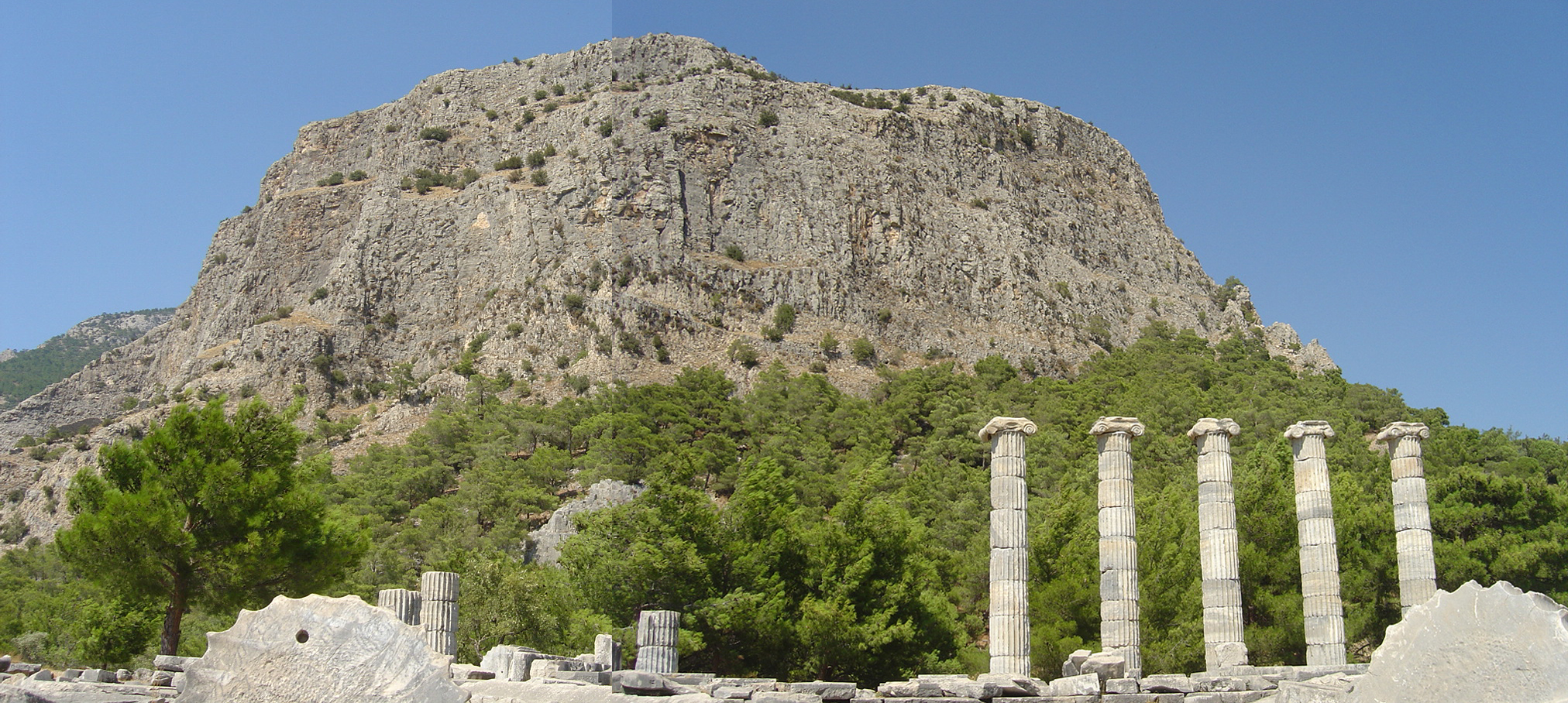
Il sito archeologico di Priène; il Tempio di Athéna.

La diocesi di Priene (in latino: Dioecesis Prienensis) è una sede soppressa del patriarcato di Costantinopoli e una sede titolare della Chiesa cattolica.

## Storia
Priene, identificabile con le rovine nei pressi di Samsunkale nell'odierna Turchia, è un'antica sede episcopale della provincia romana di Asia nella diocesi civile omonima. Faceva parte del patriarcato di Costantinopoli ed era suffraganea dell'arcidiocesi di Efeso.
La diocesi è documentata nelle Notitiae Episcopatuum del patriarcato di Costantinopoli fino al XII secolo. La diocesi è ancora documentata nel 1259 e attorno al 1270. L'occupazione ottomana della città verso il 1304 pose probabilmente fine all'esistenza della diocesi.
Sono una decina i vescovi conosciuti di questa antica diocesi. Teosebio prese parte al concilio di Efeso del 431. Isidoro non fu presente al concilio di Calcedonia del 451, ma nell'ultima sessione fu rappresentato dal suo metropolita, Stefano di Efeso, il quale firmò gli atti per Isidoro tramite Esperio di Pitane. La scoperta di un'iscrizione, scolpita in occasione della dedicazione di una chiesa, ha restituito il nome del vescovo Nanos, vissuto tra V e VI secolo. Paolo era presente al concilio detto in Trullo nel 692. Ignazio assistette al secondo concilio di Nicea nel 787.
Per il secondo millennio sono noti i vescovi Demetrio, che sottoscrisse nel 1059 un atto del patriarca Costantino Licude; Giovanni, il cui nome è restituito dal suo sigillo episcopale; Neofito, Costantino e Giovanni II, che presero parte ai sinodi convocati dai metropoliti ad Efeso rispettivamente nel 1167, nel 1216 e nel 1230. L'ultimo vescovo noto è Nilo, attestato nel 1259.
Dal XVIII secolo Priene è annoverata tra le sedi vescovili titolari della Chiesa cattolica; la sede è vacante dal 9 ottobre 1966. Il suo ultimo titolare è stato Jacques Le Cordier, vescovo ausiliare di Parigi, e poi vescovo di Saint-Denis dal 1966 al 1978.

## Cronotassi

### Vescovi greci
- Teosebio † (menzionato nel 431)
- Isidoro † (menzionato nel 451)
- Nanos † (V-VI secolo)
- Paolo † (menzionato nel 692)
- Ignazio † (menzionato nel 787)
- Demetrio † (menzionato nel 1059)
- Giovanni I † (XI secolo)
- Neofito † (menzionato nel 1167)[13]
- Costantino † (menzionato nel 1216)
- Giovanni II † (menzionato nel 1230)
- Nilo † (menzionato nel 1259)

### Vescovi titolari
- Antonio Nani † (20 gennaio 1727 - 18 aprile 1742 nominato arcivescovo di Corfù)
- Eligio Pietro Cosi, O.F.M. † (5 febbraio 1865 - 12 gennaio 1885 deceduto)
- Anthony Gaughren, O.M.I. † (8 giugno 1886 - 15 gennaio 1901 deceduto)
- Franz Löbmann † (30 gennaio 1915 - 4 dicembre 1920 deceduto)
  - Justo Rivas Fernández † (22 settembre 1922 - 18 dicembre 1924 nominato vescovo di Plasencia) (vescovo eletto)[14]
- Pavol Jantausch † (30 marzo 1925 - 29 giugno 1947 deceduto)
- Antônio de Castro Mayer † (6 marzo 1948 - 3 gennaio 1949 succeduto vescovo di Campos)
- Manuel Dos Santos Rocha † (14 marzo 1949 - 23 marzo 1956 nominato arcivescovo titolare di Mitilene)
- Jacques Le Cordier † (15 maggio 1956 - 9 ottobre 1966 nominato vescovo di Saint-Denis)